# Prototheora petrosema
Prototheora petrosema là một loài bướm đêm thuộc họ Prototheoridae. Loài này có ở Nam Phi.